# Mats Wilander
Mats Wilander (* 22. August 1964 in Torpsbruk, Kronobergs län) ist ein ehemaliger schwedischer Tennisspieler und heutiger Fernsehmoderator.

## Karriere
Mats Wilander gewann sieben Grand-Slam-Titel (Australian Open 1983, 1984 und 1988; French Open 1982, 1985 und 1988 und US Open 1988) und mit der schwedischen Mannschaft dreimal den Davis Cup. Zudem siegte er mit seinem Jugendfreund Joakim Nyström 1986 in Wimbledon in der Doppelkonkurrenz. Von September 1988 bis Januar 1989 war er die Nummer 1 im Tennis.
Im Davis-Cup-Viertelfinale 1982 verlor Wilander gegen John McEnroe in einem Fünfsatz-Marathon (7:9, 2:6, 17:15, 6:3, 6:8) über 6 Stunden und 22 Minuten. Es war das längste Einzelmatch in der Geschichte des Davis Cup. Bis zum Erstrundenspiel der French Open 2004 zwischen Fabrice Santoro und Arnaud Clément, das mit 6:4, 6:3, 6:7 (5:7), 3:6 und 16:14 endete, war diese Partie die längste in der Geschichte des Profitennis überhaupt. 1989 verlor Wilander dann auch die längste Partie in der Davis-Cup-Geschichte nach Einführung des Tie-Break, als er im Viertelfinale Horst Skoff nach 6 Stunden und 4 Minuten mit 7:65, 6:77, 6:1, 4:6 und 7:9 unterlag.
Wilander gewann in seiner Karriere 33 Einzel- und sieben Doppeltitel. In seinem Heimatland wurde er 1982 mit der Svenska-Dagbladet-Goldmedaille geehrt und 1983 mit dem Radiosportens Jerringpris ausgezeichnet. Mit 20 Jahren hatte er bereits vier Grand-Slam-Titel gewonnen, kein anderer Spieler erreichte das bis heute. Bei den Australian Open 1983 gewann er mit 19 Jahren und drei Monaten den Titel, er ist damit der jüngste Sieger des Turniers innerhalb der Open Era. Nur Wilander, Rafael Nadal und Novak Đoković haben in der Open Era auf Sand, Rasen und Hartplätzen mindestens zwei Grand-Slam-Turniere gewonnen. Wilander und Nadal sind die Einzigen, die die French Open bei der ersten Teilnahme gewannen.
Bei den French Open wurde er 1995 positiv auf Kokain getestet, wofür er später für drei Monate gesperrt wurde. 1996 erklärte Wilander seinen Rücktritt vom Profitennis.
Wilander spielt heute auf der ATP Champions Tour. Von Mitte 2001 bis Mitte 2002 trainierte er den russischen Tennisspieler Marat Safin. Es folgten weitere Tätigkeiten als Trainer, z. B. der französischen Tennisspieler Tatiana Golovin (Juli 2007 bis Ende 2007) und Paul-Henri Mathieu (ab Dezember 2007). Außerdem war er ab 2003 schwedischer Davis-Cup-Kapitän, er beendete diese Tätigkeit im Oktober 2009.
Seit 2006 begleitet Wilander die French Open, US Open und Australian Open als Experte für den pan-europäischen Sportsender Eurosport. Während der Grand-Slam-Turniere agiert er seit 2007 als Experte in der zuerst von Annabel Croft und später Barbara Schett moderierten abendlichen Livesendung „Game, Schett and Mats“, in der die Begegnungen vom Tage analysiert werden.

## Karrierebilanz
| Turnier/Statistik   | 1981 | 1982 | 1983 | 1984 | 1985 | 1986 | 1987 | 1988 | 1989 | 1990 | 1991 | 1992 | 1993 | 1994 | 1995 | 1996 |
| ------------------- | ---- | ---- | ---- | ---- | ---- | ---- | ---- | ---- | ---- | ---- | ---- | ---- | ---- | ---- | ---- | ---- |
| Australian Open     | 1R   | –    | S    | S    | F    | –    | –    | S    | 2R   | HF   | AF   | –    | –    | AF   | 1R   | –    |
| French Open         | –    | S    | F    | HF   | S    | 3R   | F    | S    | VF   | –    | 2R   | –    | –    | 1R   | 2R   | 2R   |
| Wimbledon           | 3R   | AF   | 3R   | 2R   | 1R   | AF   | VF   | VF   | VF   | –    | –    | –    | –    | –    | 3R   | –    |
| US Open             | –    | AF   | VF   | VF   | HF   | AF   | F    | S    | 2R   | 1R   | –    | –    | 3R   | 1R   | 2R   | –    |
| Turniersiege        | 0    | 4    | 9    | 3    | 3    | 2    | 5    | 6    | 0    | 1    | 0    | 0    | 0    | 0    | 0    | 0    |
| Weltranglistenplatz | 69   | 7    | 4    | 4    | 3    | 3    | 3    | 1    | 12   | 41   | 159  | –    | 330  | 129  | 46   | 96   |

AF = Achtelfinale;
VF = Viertelfinale;
HF = Halbfinale;
F = Finale;
S = Turniersieg;
Ziffer = 1.-3. Turnierrunde

## Bilanz
| Legende    |
| Grand Slam |
| ATP Tour   |

### Einzel
| Nr. | Datum              | Turnier         | Belag       | Finalgegner       | Ergebnis                |
| --- | ------------------ | --------------- | ----------- | ----------------- | ----------------------- |
| 1.  | 6. Juni 1982       | French Open     | Sand        | Guillermo Vilas   | 1:6, 7:6, 6:0, 6:4      |
| 2.  | 18. Juli 1982      | Båstad          | Sand        | Henrik Sundström  | 6:4, 6:4                |
| 3.  | 26. September 1982 | Genf            | Sand        | Tomáš Šmíd        | 7:5, 4:6, 6:4           |
| 4.  | 10. Oktober 1982   | Barcelona       | Sand        | Guillermo Vilas   | 6:3, 6:4, 6:3           |
| 5.  | 3. April 1983      | Monte Carlo     | Sand        | Mel Purcell       | 6:1, 6:2, 6:3           |
| 6.  | 10. April 1983     | Lissabon        | Sand        | Yannick Noah      | 2:6, 7:6, 6:4           |
| 7.  | 17. April 1983     | Aix-en-Provence | Sand        | Sergio Casal      | 6:3, 6:2                |
| 8.  | 17. Juli 1983      | Båstad          | Sand        | Anders Järryd     | 6:1, 6:2                |
| 9.  | 21. August 1983    | Cincinnati      | Hartplatz   | John McEnroe      | 6:4, 6:4                |
| 10. | 25. September 1983 | Genf            | Sand        | Henrik Sundström  | 3:6, 6:1, 6:3           |
| 11. | 9. Oktober 1983    | Barcelona       | Sand        | Guillermo Vilas   | 6:0, 6:3, 6:1           |
| 12. | 6. November 1983   | Stockholm       | Teppich (i) | Tomáš Šmíd        | 6:1, 7:5                |
| 13. | 12. Dezember 1983  | Australian Open | Rasen       | Ivan Lendl        | 6:1, 6:4, 6:4           |
| 14. | 26. August 1984    | Cincinnati      | Hartplatz   | Anders Järryd     | 7:6, 6:3                |
| 15. | 7. Oktober 1984    | Barcelona       | Sand        | Joakim Nyström    | 7:6, 6:4, 6:2           |
| 16. | 9. Dezember 1984   | Australian Open | Rasen       | Kevin Curren      | 6:7, 6:4, 7:6, 6:2      |
| 17. | 9. Juni 1985       | French Open     | Sand        | Ivan Lendl        | 3:6, 6:4, 6:2, 6:2      |
| 18. | 14. Juli 1985      | Boston          | Hartplatz   | Martín Jaite      | 6:2, 6:4                |
| 19. | 21. Juli 1985      | Båstad          | Sand        | Stefan Edberg     | 6:1, 6:0                |
| 20. | 23. März 1986      | Brüssel         | Teppich (i) | Broderick Dyke    | 6:2, 6:3                |
| 21. | 24. August 1986    | Cincinnati      | Hartplatz   | Jimmy Connors     | 6:4, 6:1                |
| 22. | 29. März 1987      | Brüssel         | Teppich (i) | John McEnroe      | 6:3, 6:4                |
| 23. | 26. April 1987     | Monte Carlo     | Sand        | Jimmy Arias       | 4:6, 7:5, 6:1, 6:3      |
| 24. | 17. Mai 1987       | Rom             | Sand        | Martín Jaite      | 6:3, 6:4, 6:4           |
| 25. | 12. Juli 1987      | Boston          | Hartplatz   | Kent Carlsson     | 7:6, 6:1                |
| 26. | 19. Juli 1987      | Indianapolis    | Hartplatz   | Kent Carlsson     | 7:5, 6:3                |
| 27. | 24. Januar 1988    | Australian Open | Hartplatz   | Pat Cash          | 6:3, 6:7, 3:6, 6:1, 8:6 |
| 28. | 27. März 1988      | Key Biscayne    | Hartplatz   | Jimmy Connors     | 6:4, 4:6, 6:4, 6:4      |
| 29. | 5. Juni 1988       | French Open     | Sand        | Henri Leconte     | 7:5, 6:2, 6:1           |
| 30. | 21. August 1988    | Cincinnati      | Hartplatz   | Stefan Edberg     | 3:6, 7:6, 7:6           |
| 31. | 11. September 1988 | US Open         | Hartplatz   | Ivan Lendl        | 6:4, 4:6, 6:3, 5:7, 6:4 |
| 32. | 2. Oktober 1988    | Palermo         | Sand        | Kent Carlsson     | 6:1, 3:6, 6:4           |
| 33. | 11. November 1990  | Itaparica       | Hartplatz   | Marcelo Filippini | 6:1, 6:2                |

### Doppel
| Nr. | Datum              | Turnier           | Belag         | Partner           | Finalgegner                    | Ergebnis      |
| --- | ------------------ | ----------------- | ------------- | ----------------- | ------------------------------ | ------------- |
| 1.  | 17. Juli 1983      | Båstad            | Sand          | Joakim Nyström    | Anders Järryd Hans Simonsson   | 1:6, 7:6, 7:6 |
| 2.  | 23. September 1984 | Genf              | Sand          | Michael Mortensen | Libor Pimek Tomáš Šmíd         | 6:1, 3:6, 7:5 |
| 3.  | 27. Januar 1985    | Philadelphia      | Hartplatz (i) | Joakim Nyström    | Wojciech Fibak Sandy Mayer     | 3:6, 6:2, 6:2 |
| 4.  | 19. Mai 1985       | Rom               | Sand          | Anders Järryd     | Ken Flach Robert Seguso        | 4:6, 6:3, 6:2 |
| 5.  | 6. Juli 1986       | Wimbledon         | Rasen         | Joakim Nyström    | Gary Donnelly Peter Fleming    | 7:6, 6:3, 6:3 |
| 6.  | 7. August 1994     | Prag              | Sand          | Karel Nováček     | Tomáš Krupa Pavel Vízner       | walkover      |
| 7.  | 30. Oktober 1994   | Santiago de Chile | Sand          | Karel Nováček     | Tomás Carbonell Francisco Roig | 4:6, 7:6, 7:6 |

## Auszeichnungen
- 1982: Svenska-Dagbladet-Goldmedaille
- 1983: Radiosportens Jerringpris
- 1984: Weltmannschaft des Jahres mit der schwedischen Davis-Cup-Mannschaft bei der Wahl der Gazzetta dello Sport (gemeinsam mit Stefan Edberg, Anders Järryd und Henrik Sundström)